# Andreas Jakobsen
Andreas Bæksgaard Jakobsen (* 14. Mai 1983 in Holbæk) ist ein ehemaliger dänischer Basketballspieler.

## Werdegang
Jakobsens Vereinslaufbahn begann im Alter von sechs Jahren beim Holbæk Basketball Klub. Mit 16 Jahren wurde er in die Herrenmannschaft aufgenommen.
Der 1,87 Meter große Aufbauspieler war in der Saison 2002/03 in der ersten dänischen Liga mit 13,6 Punkten je Begegnung Holbæks viertbester Korbschütze, das damals als Team Sjælland antrat. Er wurde in Holbæk vom US-amerikanischen Trainer Chris Franklin gefördert. Anschließend brachte Jakobsen zwei Jahre (2003 bis 2005) am Columbia College of Missouri in den Vereinigten Staaten zu.
2005 ging er nach Dänemark zurück und spielte bis zum Ende seiner Leistungsbasketballlaufbahn im Jahr 2014 für die Bakken Bears. In jedem Spieljahr als Bakken-Mitglied kam er auf eine mittlere Einsatzzeit von mehr als 20 Minuten je Begegnung. Seinen höchsten Punkteschnitt als Bakken-Spieler erreichte Jakobsen in der Saison 2008/09 (13,3) und seinen höchsten Vorlagenschnitt 2013/14 (4,4). Jakobsen gewann mit Bakken 2007, 2008, 2009, 2011, 2012, 2013 und 2014 die dänische Meisterschaft sowie 2007, 2009, 2010, 2011 und 2013 den dänischen Pokalwettbewerb. Jakobsen war Spielführer der Bakken Bears, als er seine Laufbahn 2014 beendete, lag er in der Bestenliste der Mannschaft mit 540 getroffenen Dreipunktwürfe auf dem ersten Rang. Seine 352 Spiele für Bakken waren zu diesem Zeitpunkt die fünft- und seine 3471 Punkte die viertmeisten, die ein Spieler der Mannschaft im vorherigen Verlauf der Vereinsgeschichte erreicht hatte. Jakobsen trat mit Bakken im Laufe der Jahre in den europäischen Vereinswettbewerben EuroCup und EuroChallenge an.
Jakobsen bestritt 25 Länderspiele für Dänemarks Herrennationalmannschaft.